# Coca Indijanci
Coca (pl. Cocas).- Pleme Nahua Indijanaca iz uže grupe Cazcan nastanjeno nekada u središnjem Jaliscu, u blizini Guadalajare i jezera Chapala. U vrijeme kada Španjolci prvi puta dolaze u ovu regiju, njihov vođa Tzitlali pokreće svoje pleme u malenu dolinu okruženu visokim planinama, kraj poznat kao 'Cocolan'. Kao miroljubivo pleme Španjolci ih nisu dirali. José Ramírez Flores,  nabrojao je gradove po kojima se govorio coca jezik, viz.: Cuyutlán, San Marcos, Tlajomulco, Toluquilla i Poncitlán.
Poznati meksički pjevači mariachi ili mariache, govori meksički povjesničar Ignacio Davila Garibi, iz Jalisca, nose ime po platformama koje su Coca Indijanci gradili po svojim gradovima Cocula, Zacoalco i drugima, koji su im služili za održavanje plesova. Riječ je porijeklom iz njihovog 'sestrinskog' jezika pinutl.

## Vanjske poveznice
- History of Mexico - Indigenous Jalisco  Arhivirana inačica izvorne stranice od 11. studenoga 2020. (Wayback Machine)
- Origins of Mariachi:  Cora? Coca? or French?  Arhivirana inačica izvorne stranice od 30. rujna 2005. (Wayback Machine)